# Championnat de France de tennis 1903
Pour un article plus général, voir Internationaux de France de tennis.
Résultats détaillés de l’édition 1903 du championnat de France de tennis.

## Faits marquants
En 1903, le simple messieurs du championnat de France est remporté par Max Decugis.

## Palmarès
| Tableau          | Vainqueurs                     | Vainqueurs | Score         | Finalistes          | Finalistes |
| ---------------- | ------------------------------ | ---------- | ------------- | ------------------- | ---------- |
| Simple dames     | Adine Masson                   | France     | 6-0, 6-8, 6-0 | Kate Gillou Fenwick | France     |
| Simple messieurs | Max Decugis                    | France     | 6-3, 6-2      | André Vacherot      | France     |
| Double mixte     | Hélène Prévost Réginald Forbes | France     |               |                     |            |

## Simple messieurs
|  |                |  |   |   |  |
|  | Finale         |  |   |   |  |
|  |                |  |   |   |  |
|  |                |  |   |   |  |
|  | Max Decugis    |  | 6 | 6 |  |
|  | Max Decugis    |  | 6 | 6 |  |
|  | André Vacherot |  | 3 | 2 |  |

## Simple dames
Au premier tour sont opposées Antoinette Gillou et Marie-Louise de Pfeffel. La gagnante de ce duel a été battue en demi-finale par Adine Masson. Dans l'autre demi-finale, Kate Gillou bat Yvonne Prévost.
|  |                 |  |   |   |   |
|  | Challenge round |  |   |   |   |
|  |                 |  |   |   |   |
|  |                 |  |   |   |   |
|  | Adine Masson    |  | 6 | 6 | 6 |
|  | Adine Masson    |  | 6 | 6 | 6 |
|  | Kate Gillou     |  | 0 | 8 | 0 |

## Double mixte
Championne en titre 1902, la paire Hélène Prévost - Réginald Forbes est directement qualifiée pour le challenge round (grande finale).
Les équipes participantes sont les suivantes : Pierre Gillou - Miss Lysaght (RCF), Réginald Forbes - Hélène Prévost (SSIP), Graham - Marie Louise de Pfeffel (RCF), Paul Aymé - Kate Gillou (TCP), Max Decugis - Antoinette Gillou (TCP) et Jacques Worth - Adine Masson (TCP).
|  |                                |  |  |  |  |
|  | Challenge round                |  |  |  |  |
|  |                                |  |  |  |  |
|  |                                |  |  |  |  |
|  | Hélène Prévost Réginald Forbes |  |  |  |  |
|  |                                |  |  |  |  |
|  |                                |  |  |  |  |